# Orthofidonia flavivenata
Orthofidonia flavivenata là một loài bướm đêm trong họ Geometridae.